# 地階
地階（ちかい）は、建物の階の呼称。

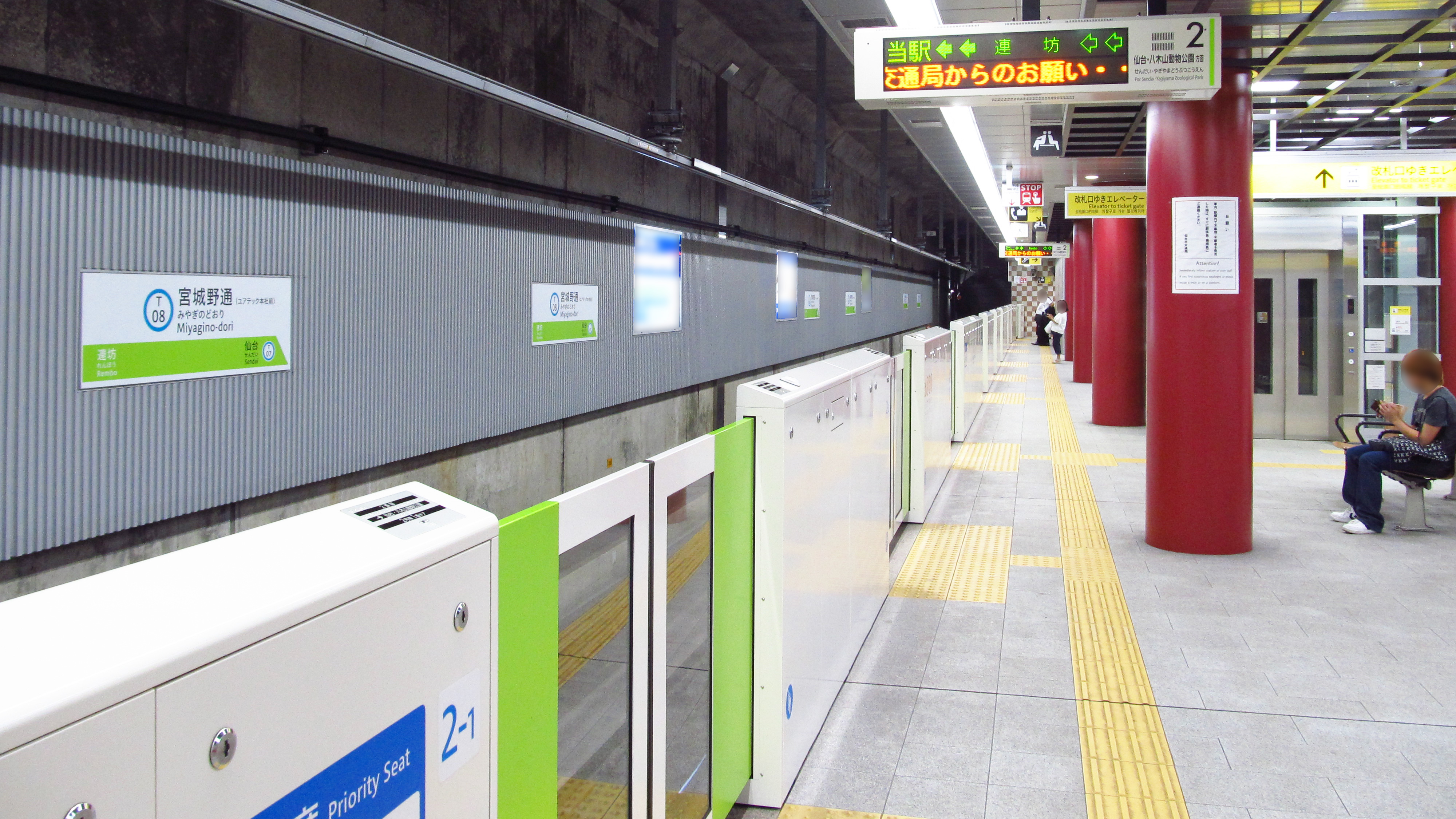
地階にある地下鉄のプラットホーム

1. 日本の建築基準法施行令で、床面が地盤面より下（地下）にあり、その低さが天井高の1/3以上ある階。
2. 英語の ground floor 等の訳語（つまり1階）。

## 地下施設における地階
日本の建築基準法上は床面から地盤面までの高さがその階の天井の高さの3分の1以上あるものを地階、それに当てはまらないものを半地下としている。
つまり、最大で天井高の2/3までなら地上に出てもかまわない。したがって、窓やドアを設置したり、ピロティ状の開放空間とすることも可能である。また、完全に地盤面より下にあっても、周辺の地盤を掘り下げドライエリア（空堀）を通じて外気に開放することもできる。
地階は上から順に地下1階（B1）・地下2階（B2）〜、地上階（地階でない階）は下から順に1階（1F）・2階（2F）〜と呼ばれる。
地階は、床面積の1/3まで、容積率の算出から除外できる。たとえば、容積率200%の場合、（各階の床面積を同じとして）地上2階・地下1階の建物を建てることができる。
建築基準法上、地階に居室をもうけるときは、防湿面から、規定の広さの開口部、換気設備、湿度調整設備のいずれかが必要である。また、壁に防水構造も必要である。